# Puchar Narodów Afryki 2017 (kwalifikacje)/Grupa I
W grupie I eliminacji Pucharu Narodów Afryki 2017 grają:
- Wybrzeże Kości Słoniowej
- Sudan
- Sierra Leone

## Tabela
| Msc. | Zespół                   | M | W | R | P | Br+ | Br- | +/- | Pkt |
| ---- | ------------------------ | - | - | - | - | --- | --- | --- | --- |
| 1    | Wybrzeże Kości Słoniowej | 4 | 1 | 3 | 0 | 3   | 2   | +1  | 6   |
| 2    | Sierra Leone             | 4 | 1 | 2 | 1 | 2   | 2   | 0   | 5   |
| 3    | Sudan                    | 4 | 1 | 1 | 2 | 2   | 3   | -1  | 4   |

 Gabon również znajduje się w tej grupie i będzie grać przeciwko pozostałych trzem drużynom tej grupy. Jednak te mecze będą rozpatrywane tylko jako towarzyskie i nie będą się liczyć do klasyfikacji.

## Wyniki
| 14 czerwca 2015 19:00 CET | Sudan · Alagab 77' (k) | 1:0(0:0)Raport | Sierra Leone | Stade de Khartoum, Chartum Sędzia: Denis Batte |
|                           |                        |                |              |                                                |

| 6 września 2015 17:00 CET | Sierra Leone | 0:0(0:0)Raport | Wybrzeże Kości Słoniowej | Adokiye Amiesimaka Stadium, Port Harcourt Sędzia: Mahamadou Keita |
|                           |              |                |                          |                                                                   |

| 25 marca 2016 17:30 CET | Wybrzeże Kości Słoniowej · Gervinho 34' | 1:0(1:0)Raport | Sudan | Stade Félix Houphouët-Boigny, Abidżan Sędzia: Mehdi Abid Charef |
|                         |                                         |                |       |                                                                 |

| 29 marca 2016 19:00 CET | Sudan · El Tahir 30' | 1:1(1:1)Raport | Wybrzeże Kości Słoniowej · 17' Gradel | Stade de Khartoum, Chartum Sędzia: Hudu Munyemana |
|                         |                      |                |                                       |                                                   |

| 4 czerwca 2016 18:30 CET | Sierra Leone · Fofanah 64' | 1:0(0:0)Raport | Sudan | Stadion Narodowy, Freetown Sędzia: Sidi Alioum |
|                          |                            |                |       |                                                |

| 3 września 2016 20:00 CET | Wybrzeże Kości Słoniowej · Kodjia 35' | 1:1(1:0)Raport | Sierra Leone · 67' Kamara | Stade Bouaké, Bouaké Sędzia: Hamada Nampiandraza |
|                           |                                       |                |                           |                                                  |